# Филипп II Младший
Це́зарь Марк Ю́лий Севе́р Фили́пп А́вгуст (лат. Caesar Marcus Iulius Severus Philippus Augustus, в историографии — Филипп II Младший; 237 — сентябрь 249, Рим) — сын и соправитель римского императора Филиппа I Араба с 247 по 249 годы.

## Биография
Его матерью была Марция Отацилия Севера, происходившая из знатного рода Отацилиев, в то время как отец был происхождения низкого и к тому же варвар. В возрасте семи лет в 244 году Филипп был провозглашён своим отцом цезарем. В 247 году отец возвысил его до августа, и тогда же, в год тысячелетия Рима, сделал его консулом. В следующем, 248 году, он был объявлен консулом во второй раз. Филипп II Младший был убит в Риме в 249 году в двенадцатилетнем возрасте, когда Филипп I Араб был разбит и убит Децием Траяном в битве при Вероне. По одним данным он погиб под Вероной вместе с отцом, но если Филипп I Араб погиб в сражении, то его сына солдаты увели обратно в лагерь и там убили, по другим — был убит преторианцами в Риме после получения известия о гибели отца.
О личности Филиппа сведений почти не сохранилось, исключение составляет лишь отрывок из «Извлечений о жизни и нравах римских императоров»:

«Мальчик был такого сурового и мрачного характера, что уже с пятилетнего возраста ничья шутка не могла вызвать у него усмешки и даже на отца, предававшегося шумному веселью на столетних празднествах города, он, хотя был ещё в нежном возрасте, смотрел исподлобья».

Из нумизматических источников известно, что у него была сестра по имени Юлия Севера.